# Tajdon
Il Tajdon (in russo  Тайдон?) o Tojdon (Тойдон) è un fiume della Russia, nella Siberia occidentale, affluente di destra del Tom'. Scorre nel Krapivinskij rajon dell'Oblast' di Kemerovo.

## Descrizione
Il Tajdon scende dalle propaggini settentrionali dei Kuzneckij Alatau. La lunghezza del fiume è di 110 km, l'area del bacino è di 2 160 km².  La valle del fiume scorre a nord della catena Saltymakovsky (хребт Салтымаковский) e attraversa il territorio della riserva naturale «Kuzneckij Alatau».  Sfocia nel fiume Tom' 25 km a est del villaggio di Krapivinskij.
Tra i suoi affluenti ci sono i seguenti fiumi: Ulumanda (Улуманда), da destra; Sajanzas (Саянзас) e Bajanzas (Баянзас), da sinistra.
Ci sono due piccoli insediamenti lungo il fiume: Medvežka (Медвежка) e Tajdonskij (Тайдонский).